# Northrop XP-56
Northrop XP-56 Black Bullet — прототип истребителя-перехватчика, построенный американской корпорацией Northrop. Это был один из самых радикальных экспериментальных самолётов, построенных во время Второй мировой войны. В конечном итоге он оказался неудачным и в производство не пошёл.

## Проект
Первоначальная идея XP-56 была довольно радикальной для 1939 года. У него не было горизонтального оперения, только небольшое вертикальное оперение, использовался экспериментальный двигатель и для планера использовался новый для авиации металл — магний. Самолёт должен был иметь крыло с небольшим центральным фюзеляжем, в котором размещались двигатель и пилот. Была надежда, что эта конфигурация будет иметь меньшее аэродинамическое сопротивление, чем самолёт нормальной схемы.
Самолёт, который первоначально назывался Northrop N2B, был разработан на базе двигателя X-1800 с жидкостным охлаждением компании Pratt & Whitney и толкающими винтами, вращающимися в противоположные стороны. Армия США указала Northrop начать конструкторские работы 22 июня 1940 года, а после рассмотрения проекта 26 сентября 1940 года заказала прототип самолёта. Однако вскоре после начала конструкторских работ Pratt & Whitney остановила разработку X-1800. Двигатель был заменён на Pratt & Whitney R-2800, хотя он и был признан не совсем подходящим. Новый двигатель мощностью 2000 лошадиных сил (1500 кВт) был на 200 лошадиных сил (150 кВт) мощнее, но он имел больший диаметр и для его размещения требовался больший фюзеляж. Это изменение задержало программу на пять месяцев. Ожидалось, что новый двигатель потребует увеличения веса на 910 кг и даст прибавку максимальной скорости 23 км/ч.
Поскольку бесхвостая конструкция была новинкой и считалась рискованной, было решено построить небольшой лёгкий самолёт аналогичной конфигурации для испытаний под названием Northrop N-1M. Параллельно с проектированием XP-56 были проведены успешные лётные испытания конфигурации с этим планером, подтвердившие базовую компоновку. Этот самолёт приводили в движение два небольших двигателя Lycoming. Испытания подтвердили устойчивость конструкции. 13 февраля 1942 года армия решила заказать второй прототип.
Компания Northrop построила XP-56 с использованием магниевого сплава для корпуса и обшивки, поскольку прогнозировалось, что поставки алюминия будут в дефиците из-за военного времени. В то время было мало опыта в строительстве самолётов из магния. Поскольку магний нелегко сваривать с использованием обычных технологий, Northrop наняла Владимира Павлецку для разработки технологии сварки магниевого сплава. (Позже выяснилось, что в 1920-х годах компания General Electric уже разработала такую технологию).

## Первый прототип

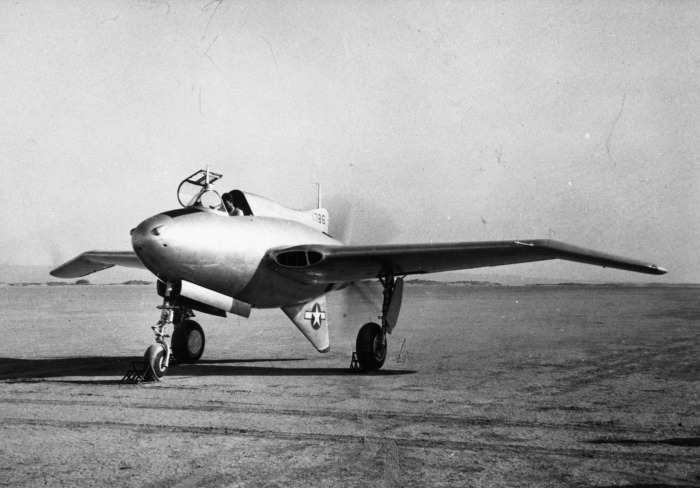

Первые проверки двигателя на самолёте были проведены в конце марта 1943 года, но из-за чрезмерного прогиба карданного вала двигатель вышел из строя. Pratt & Whitney не поставила ещё один двигатель до августа, что вызвало пятимесячную задержку.
Пробежки XP-56 начались 6 апреля 1943 года и показали серьёзную проблему с рысканием. Сначала считалось, что это вызвано неравномерным торможением колёс. Были установлены ручные гидравлические тормоза, и 30 сентября 1943 года самолёт совершил полёт на авиабазу Мюрок в южной Калифорнии. В конце концов выяснилось, что проблема рыскания была связана с недостаточной аэродинамической устойчивостью. Для решения проблемы была увеличена площадь верхнего вертикального стабилизатора.
После нескольких полётов первый XP-56, потерпев аварию, был разрушен 8 октября 1943 года, вследствие того, что шина на левой стойке лопнула во время руления со скоростью примерно 210 км/ч. Пилот, Джон Майерс, выжил, но получил небольшие травмы. Майерс был лётчиком-испытателем нескольких радикальных разработок Northrop во время войны.

## Второй прототип
Во второй прототип был внесён ряд изменений, включая добавление балласта для перемещения центра тяжести вперёд, увеличение размера верхнего вертикального оперения и переработку рычагов управления рулём направления. Второй прототип был построен только в январе 1944 года. Самолёт совершил полёт 23 марта 1944 года. Было обнаружено затруднение в подъёме носового колеса на скорости ниже 260 км/ч. Также выяснилась значительная склонность самолёта к рысканью. Этот полёт длился менее восьми минут; последующие полёты длились дольше. Перевес на нос исчезал после уборки шасси. Однако скорость полёта была намного ниже расчётной. В дальнейших лётных испытаниях были отмечены чрезмерный перевес на хвост, недостаточная мощность и чрезмерный расход топлива. После этого лётные испытания были прекращены как слишком опасные, и проект был закрыт после года простоя. К 1946 году ВВС США разрабатывали истребители с реактивными двигателями, и у них не было необходимости в новых винтовых истребителях.

## Лётно-технические характеристики
- Экипаж: 1 чел.;
- Длина: 8,38 м;
- Размах: 12,96 м;
- Высота: 3,35 м;
- Площадь крыла: 28,44 м²;
- Пустой вес: 3,955 кг;
- Полная масса: 5,159 кг;
- Максимальный взлётный вес: 5520 кг;
- Силовая установка: 1 × Pratt & Whitney R-2800-29, радиальная, 2000 л. с. (1492 кВт);
- Максимальная скорость: 749 км/ч на высоте 7600 м;
- Дальность полёта: 1063 км;
- Практический потолок: 10 061 м;
- Скорость подъёма: 15,88 м/с на высоте 4600 м;
- Нагрузка на крыло: 181 кг/м²;
- Мощность / масса: 0,96 кВт/кг.

Вооружение
- 2 пушки × 20-мм;
- 4 пулемета × 12,7 мм.